# Chapelle Saint-Nicolas de Marché
La chapelle Saint-Nicolas est un édifice religieux catholique sis au centre de Marché, un faubourg méridional de la ville de Theux, en Belgique. Construite en 1739 la chapelle remplace un édifice beaucoup plus ancien (du XIIIe siècle). Elle fut agrandie en 1933 et classée au patrimoine immobilier de Wallonie.  

## Histoire
Dans le seconde moitié du XIIIe siècle, Henri de Gueldre, ancien prince-évêque de Liège – déposé et excommunié par le concile de Lyon en 1274 – est à la tête d’une bande de brigands souvent en conflit avec les Franchimontois du château voisin. Il meurt le 12 avril 1285 lors d’une de ces batailles, dans la vallée au pied du château. D’après Jean d’Outremeuse, chroniqueur de la principauté de Liège, on construisit une chapelle en souvenir de cet événement. 
La chapelle devient lieu de culte des fidèles du hameau de Marché et des résidents du château fort de Franchimont (aujourd’hui en ruines). Ainsi est-elle longtemps connue comme ’chapelle castrale’. Sis en bord du ruisseau encore appelé aujourd’hui ‘Ru de l’évêque’, elle est dès l’origine dédiée à saint Nicolas. 
Souvent endommagée par les crues du ruisseau l'avoisinant elle est une fois de plus en ruines en 1720. Il est alors décidé par le recteur du lieu de la reconstruire en un endroit mieux protégé. Un terrain est offert par un notable du village, Henri Wolff, et, les villageois s’engageant personnellement à reconstruire l’édifice, la chapelle est achevée et inaugurée en 1739. Saint Nicolas en reste le patron et protecteur.

## Description
La chapelle du XVIIIe siècle, probablement de même dimension que l’ancienne, comportait une seule nef à deux travées s’achevant en un sanctuaire à trois pans. Les murs latéraux sont percés de deux fenêtres. Plus tard une sacristie sera ajoutée derrière le sanctuaire. Un clocheton surmonte l’édifice exactement au-dessus de l’entrée. La niche au-dessus de la ‘porte d’entrée porte l’inscription « ST NICOLAS PRIE POVR NOVS-1739 » 
Au début du XXe siècle la chapelle reçoit les fidèles non seulement de Marché mais également de Sassor, Sasserotte et Spixhe. Elle s’avère trop petite. Le dimanche une partie des paroissiens doivent rester à l’extérieur. Aussi est-il décide en 1933 de l’agrandir. L’architecte P. Ugen y ajoute une travée supplémentaire, et une troisième fenêtre est percée dans ses murs. La façade est déplacée et reconstruite à l’identique. 

## Patrimoine
- Le retable en bois peint.
- Les bancs datent de 1725 et portent encore les noms des notables de l’époque.
- Les statues anciennes de La Vierge à l’Enfant Jésus, saint Jacques le Majeur, saint Roch, saint Nicolas de Myre et sainte Anne, mère de la Vierge Marie.